# Palmeira dos Índios
Palmeira dos Índios est une ville brésilienne du centre de l'État de l'Alagoas.

## Géographie
Sa population était de 70 151 habitants au recensement de 2007. La municipalité s'étend sur 461 km2.